# Першино (Вязниковский район)
Пе́ршино  — деревня в составе муниципального образования Октябрьского сельского поселения в Вязниковском районе Владимирской области России. Этот населённый пункт состоит из одной улицы.

## География
Деревня  расположена около 6 километров от д. Большевысоково.

## Население
| 1859 | 1905 | 1926 | 2002 | 2010 | 2021 |
| ---- | ---- | ---- | ---- | ---- | ---- |
| 105  | ↗147 | ↘101 | ↘0   | →0   | →0   |